# RFT KC 85/4
RFT KC 85/4 (KC 85/4) је кућни рачунар, производ фирме R.F.T. који је почео да се израђује у Немачкој током 1988. године.
Користио је U880 D (Z80 клон) као централни микропроцесор а RAM меморија рачунара KC 85/4 је имала капацитет од 64 KB, прошириво до највише 4 MB. 
Као оперативни систем кориштен је CAOS 4.2 (касета), MicroDOS (диск јединица, CP/M компатибилан).

## Детаљни подаци
Детаљнији подаци о рачунару KC 85/4 су дати у табели испод.
|                       |                                                                                       |
| [ 1 ]                 |                                                                                       |
| Произвођач            |                                                                                       |
| Тип                   | кућни рачунар                                                                         |
| Меморија              | 64 KB, прошириво до највише 4 MB                                                      |
| Поријекло             | Њемачка                                                                               |
| Година                | 1988                                                                                  |
| Тастатура             | QWERTZ распоред, функцијски тастери (F1-F6), тастери смјера                           |
| Процесор              |                                                                                       |
| Фреквенција процесора | 1,77                                                                                  |
| RAM                   | 64 KB, прошириво до највише 4 MB                                                      |
| ROM                   | 20 KB                                                                                 |
| Текст                 | 40 x 32 знакова                                                                       |
| Графика               | 320 x 256                                                                             |
| Боја                  | 16 боја/напријед, 8 боја/позадина                                                     |
| Звук                  | 2 тонска генератора, 2x5 октава; стерео са спољним hifi системом, моно са телевизором |
| Димензије             | 380x250x70 mm; тастатура 296x152x29 / 4,8 (са тастатуром)                               |
| Портови               |                                                                                       |
| Оперативни систем     | 4.2 (касета), (диск јединица, компатибилан)                                           |